# Enver
Enver je moško osebno ime.

## Izvor imena
Ime Enver je muslimansko ime, ki izhaja iz turškega imena Enver. To ime pa razlgajo iz arabske besede änwär v pomenu »nadvse sijajen, zelo bleščeč; (naj)sijajnejši; (naj)svetlejši«. Ime Enver imajo na Slovenskem predvsem muslimanski priseljenci iz drugih republik nekdanje Jugoslavije in njihovi potomci.

## Različice imena
- ženski različici imena: Envera, Envira

## Pogostost imena
Po podatkih Statističnega urada Republike Slovenije je bilo na dan 31. decembra 2007 v Sloveniji število moških oseb z imenom Enver: 304.